# Eutettix smaragdinus
Eutettix smaragdinus är en insektsart som beskrevs av William Lucas Distant 1908. Eutettix smaragdinus ingår i släktet Eutettix och familjen dvärgstritar. Inga underarter finns listade i Catalogue of Life.